# Beförderung (Raumschiff Enterprise – Das nächste Jahrhundert)
Beförderung (Originaltitel: Lower Decks) ist die 15. Folge der siebenten Staffel der US-amerikanischen Science-Fiction-Fernsehserie Raumschiff Enterprise – Das nächste Jahrhundert. Sie wurde in den Vereinigten Staaten über Syndication vermarktet und erstmals am 7. Februar 1994 auf verschiedenen Fernsehsendern ausgestrahlt. In Deutschland war sie zum ersten Mal am 12. Juli 1994 in einer synchronisierten Fassung auf Sat.1 zu sehen.

## Handlung
Im Jahr 2370 bei Sternzeit 47566.7 gehen auf der Enterprise in der Bar „Zehn Vorne“ der erste Offizier Will Riker und Schiffsberaterin Deanna Troi die Mannschaftsbewertungen durch und beraten, wer für eine Beförderung infrage käme. Nebenan sitzen die jungen Fähnriche Sam Lavelle, Sito Jaxa, Taurik und Alyssa Ogawa zusammen. Lavelle ist nervös und würde zu gern das Gespräch von Riker und Troi mithören, denn letztlich reden sie gerade über seine berufliche Zukunft. Der Kellner Ben verrät ihm, dass sie gerade über die Position des Einsatzoffiziers für die Nachtschicht reden und offenbar kommen dafür sowohl Lavelle als auch Sito infrage.
Später findet auf der Brücke eine Gefechtsübung statt, an der auch Sito und Lavelle teilnehmen. Riker ist mit dem Ergebnis nicht besonders zufrieden und verlangt Berichte von allen Abteilungen. Captain Picard befiehlt eine Kursänderung und die Enterprise fliegt mit Höchstgeschwindigkeit ins Argaya-System in der Nähe des cardassianischen Raums, dann zieht sich Picard mit den Führungsoffizieren zu einer Besprechung zurück. Im Maschinenraum präsentiert Taurik Chefingenieur La Forge einige Ideen zur Steigerung der Effizienz des Warp-Antriebs. La Forge ist davon etwas genervt, verspricht aber, sich die Vorschläge bei Gelegenheit anzusehen. Auf der Krankenstation führt Ogawa ein freundschaftliches Gespräch mit Schiffsärztin Beverly Crusher, denn sie befürchtet, dass die Beziehung mit ihrem Freund Andrew Powell momentan nicht gut läuft.
Sito erfährt, dass Sicherheitschef Worf sie für den Posten des Einsatzoffiziers vorgeschlagen hat, da er sehr viel von ihr hält. Lavelle hingegen befürchtet, dass Riker ihn nicht besonders mag. Auf Anraten von Ben versucht er, im „Zehn Vorne“ ein Gespräch mit Riker zu beginnen, was ihm aber gründlich misslingt. Als er wieder Dienst auf der Brücke hat, bekommt Lavelle mit, dass die Enterprise im Argaya-System nach einer kleinen Fluchtkapsel sucht. Sie befindet sich noch auf der cardassianischen Seite der Grenze, aber mit einigen Modifikationen kann La Forge mit Tauriks Hilfe die Reichweite des Transporters erhöhen, sodass die an Bord befindliche Person auf die Krankenstation der Enterprise gebeamt werden kann. Ihre Identität soll offenbar geheim gehalten werden, denn La Forge unterbindet Tauriks Versuch, festzustellen, welcher Spezies die Person angehört. Ogawa muss die Krankenstation verlassen und Sito soll als Wache dafür sorgen, dass kein Unbefugter die Krankenstation betritt. Als Picard nach dem geheimnisvollen Gast gesehen hat, bittet er Sito in seinen Bereitschaftsraum. Er spricht sie auf ihre Vergangenheit auf der Sternenflottenakademie an. Vor zwei Jahren hatte sie dort an einem verbotenen Flugmanöver teilgenommen, bei dem einer ihrer Kameraden ums Leben kam. Sito rechtfertigt sich damit, dass sie die Strafe dafür inzwischen verbüßt hat und für den Rest ihrer Ausbildung eine schwere Zeit hatte. Picard zeigt kein Verständnis und äußert seine Verwunderung darüber, wie sie überhaupt auf die Enterprise versetzt werden konnte.
Im Shuttlehangar assistiert Taurik La Forge, indem er mit einem Phaser mehrfach auf ein Shuttle schießt. Angeblich soll damit die Widerstandsfähigkeit der Hülle getestet werden, aber für Taurik sieht es eher so aus, als solle ein Kampf simuliert werden. Auf der Krankenstation benötigt Crusher Ogawas Hilfe bei einer Notoperation ihres geheimnisvollen Gastes. Ogawa erfährt dabei, dass es sich um einen Cardassianer handelt, und Crusher fordert von ihr absolute Geheimhaltung.
Später trifft sich Ogawa mit Lavelle, Taurik, Sito und Ben zum Poker. Sie sprechen sich gegenseitig Mut zu bei ihren Problemen mit Picard, Riker und La Forge. Außerdem spekulieren sie über die Identität ihres Gastes, wobei sich Ogawa tunlichst zurückhält. Als sie das Spiel schließlich beenden, beschließt Ben, der gleichzeitig stattfindenden Pokerrunde der Führungsoffiziere einen Besuch abzustatten. Dort erfährt er, dass die Entscheidung über den Posten des Einsatzoffiziers immer noch aussteht. Für Rikers Geschmack versucht Lavelle etwas zu sehr, sich bei ihm einzuschmeicheln. Troi macht ihm bewusst, dass Lavelle ihn vielleicht an eine jüngere Version seiner selbst erinnert. Riker verspricht daraufhin, etwas nachsichtiger mit Lavelle zu sein.
Am nächsten Morgen nimmt Sito an Worfs Kampfsportunterricht teil. Als der beendet ist, bietet er ihr an, einen Kurs für Fortgeschrittene zu besuchen. Hierfür muss sie aber zunächst eine Prüfung bestehen, bei der sie mit verbundenen Augen gegen Worf antreten und seine Angriffe vorausahnen muss. Nachdem ihr das mehrmals misslingt, nimmt sie die Augenbinde ab und bezeichnet die Prüfung als unfair. Worf gibt zu, diese Prüfung erfunden zu haben, denn er wollte sie dazu ermutigen, sich gegen eine unfaire Behandlung zur Wehr zu setzen. Sito geht daraufhin zu Picard und kritisiert ihn für seine Zurechtweisung. Sie verlangt, dass er sie nicht nach ihren früheren Fehlern beurteilt, sondern ausschließlich nach ihrem Dienst auf der Enterprise. Picard ist erfreut, das zu hören. Er gesteht ihr, dass er sie persönlich für die Enterprise angefordert hatte, um ihr eine faire zweite Chance zu geben. Bei ihrem letzten Gespräch hatte er sie testen wollen, denn er zieht sie für eine äußerst heikle Mission in Betracht. Auf der Krankenstation erfährt Ogawa unterdessen, dass Crusher sie für eine Beförderung vorgeschlagen hat. Ogawa teilt ihr mit, dass sie noch mehr Grund zur Freude hat: Ihre Sorgen um Andrew Powell waren unbegründet, denn er hat sie inzwischen gebeten, ihn zu heiraten.
In der Beobachtungslounge trifft sich Sito mit den Führungsoffizieren zur Missionsbesprechung. Dabei wird ihr der geheimnisvolle Gast vorgestellt: Sein Name ist Joret Dal, er ist ein Offizier des cardassianischen Militärs und zugleich ein Spion der Föderation. Er hat wichtige Informationen über die strategischen Planungen der Cardassianer über die Grenze geschmuggelt. Die Enterprise hat den Auftrag, ihn wieder sicher in seine Heimat zu bringen. Da die Grenze gut bewacht wird, kann er sie nicht unbemerkt überqueren. Er will sich daher als Kopfgeldjäger ausgeben, der in einem gestohlenen Föderationshuttle zurückkehrt. Für eine gewisse Bestechungssumme werden die Grenzposten ihm diese Geschichte abkaufen und ihn passieren lassen. Seine Geschichte würde allerdings glaubwürdiger wirken, wenn er einen Gefangenen bei sich hätte. Hierfür wurde Sito in Betracht gezogen, denn sie ist Bajoranerin. Die Cardassianer hatten ihren Heimatplaneten für mehrere Jahrzehnte besetzt. Dass cardassianische Kopfgeldjäger bajoranische Terroristen jagen, ist daher nichts ungewöhnliches. Sobald Dal in Sicherheit ist, soll Sito wiederum in einer kleinen Fluchtkapsel in den Föderationsraum zurückkehren. Picard macht ihr eindringlich klar, dass diese Mission äußerst riskant ist, aber Sito erklärt sich zur Teilnahme bereit. Sito verabschiedet sich von Worf und dankt ihm für das Vertrauen, das er in sie gesetzt hat. Dann brechen sie und Dal in dem Shuttle auf, das zuvor von La Forge und Taurik beschossen wurde.
Lavelle ist besorgt über Sitos unerwartetes Verschwinden. Er bemerkt, dass Ogawa und Taurik offenbar mehr darüber wissen, ihm aber nichts sagen dürfen. Taurik erinnert ihn daran, dass sie nicht nur Freunde sind, sondern auch Offiziere der Sternenflotte. Als Lavelle wieder Dienst auf der Brücke hat, sucht die Enterprise erneut die cardassianische Grenze nach einer Fluchtkapsel ab. Als ihm Riker befiehlt, nach bajoranischen Lebenszeichen zu suchen, ist für Lavelle klar, dass es um Sito geht. Da die Fluchtkapsel längst überfällig ist, lässt Picard eine Sonde über die Grenze schicken. Die findet keine Lebenszeichen, aber dafür Trümmer. Picard macht daraufhin eine schiffsweite Durchsage und teilt der Besatzung mit größtem Bedauern mit, dass Sito Jaxa im Einsatz ums Leben gekommen ist.
Lavelle, Ogawa und Taurik treffen sich im „Zehn Vorne“ und trauern um ihre Freundin. Dass Lavelle gerade zum Lieutenant junior grade befördert wurde, gerät dabei völlig zur Nebensächlichkeit. Er fragt sich, ob er die Beförderung nur bekommen hat, weil Sito gestorben ist. Auch Worf ist von ihrem Tod sehr mitgenommen. Ben ermutigt ihn, sich zu ihren Freunden zu setzen, und sie trauern gemeinsam um Sito.

## Verbindungen zu anderen Star-Trek-Produktionen
Beförderung nimmt Bezug auf mehrere frühere Folgen von Raumschiff Enterprise – Das nächste Jahrhundert:
- Ben spekuliert, der geheimnisvolle Gast, der auf die Enterprise gekommen ist, könnte Botschafter Spock sein. Dessen geheime Mission auf dem Planeten Romulus wurde in der Doppelfolge 5.07/08 (Wiedervereinigung?) aus dem Jahr 1991 behandelt.
- Die Ereignisse aus Folge 5.19 (Ein missglücktes Manöver) aus dem Jahr 1992 und Sito Jaxas Verwicklung darin werden thematisiert.

Einige Elemente aus dieser Folge wurden in späteren Star-Trek-Produktionen wieder aufgegriffen:
- Riker scherzt, dass er einfach die ganze Mannschaft befördern sollte, und nennt Troi Commander. Gleich in der nächsten Folge 7.16 (Radioaktiv) von Raumschiff Enterprise – Das nächste Jahrhundert wird Troi tatsächlich zum Commander befördert.
- In der Serie Star Trek: Raumschiff Voyager wurden in den Folgen 1.16 (Erfahrungswerte) und 6.20 (Der gute Hirte) aus den Jahren 1995 und 2000 ebenfalls Geschichten gezeigt, in denen eine Gruppe rangniederer Besatzungsmitglieder im Mittelpunkt steht.
- Mike McMahan bezeichnete Beförderung als seine Lieblingsfolge im Star-Trek-Franchise. Nach dem Konzept, das dieser Folge zugrunde liegt, entwickelte er die 2020 gestartete animierte Serie Star Trek: Lower Decks, in der erstmals nicht die Führungsoffiziere eines Raumschiffs oder einer Raumstation im Mittelpunkt stehen, sondern vier junge Fähnriche.

Wäre Raumschiff Enterprise – Das nächste Jahrhundert um eine achte Staffel verlängert worden, hätte Taurik zu einer wiederkehrenden Nebenfigur werden sollen.
Für die Serie Star Trek: Deep Space Nine war zeitweilig eine Folge angedacht, in der sich herausstellen sollte, dass Sito Jaxa von den Cardassianern gar nicht getötet, sondern gefangen genommen worden war. Dieser Plan wurde aber nicht weiter verfolgt. Die grundlegende Idee wurde schließlich zum Drehbuch der Folge 4.19 (Strafzyklen) von 1996 ausgebaut, in der Sito nicht mehr vorkommt und stattdessen Miles O’Brien im Mittelpunkt steht.

## Produktion

### Drehbuch
Die Folge ist teilweise von der britischen Fernsehserie Das Haus am Eaton Place inspiriert, in der das Leben in einem Haushalt der britischen Oberschicht sowohl aus der Sicht der Herrschaften als auch ihrer Bediensteten gezeigt wird. Die grundlegende Geschichte wurde von Ronald Wilkerson und Jean Louise Matthias geschrieben. René Echevarria entwickelte daraus ein Drehbuch; von ihm stammte auch die Idee, die Geschichte weitgehend aus der Sicht der Fähnriche zu erzählen. Im Autorenteam entbrannte daraufhin eine Diskussion, wie stark die Hauptfiguren der Serie in den Hintergrund treten dürften. Michael Piller entschied schließlich, dass es eine gute Idee sei, die Folge ganz aus der Sicht der Fähnriche zu erzählen. Kurzzeitig wurde überlegt, Reginald Barclay als eine der Hauptfiguren dieser Folge auftreten zu lassen. Er wurde dann aber durch den Kellner Ben ersetzt.

### Darsteller
Shannon Fill hatte Sito Jaxa bereits in Folge 5.19 (Ein missglücktes Manöver) von Raumschiff Enterprise – Das nächste Jahrhundert gespielt. Sie sprach sie später noch in Folge 4.10 (Alte Freunde, neue Planeten) von Star Trek: Lower Decks.
Alexander Enberg, Darsteller von Taurik, ist der Sohn der Produzentin und Drehbuchautorin Jeri Taylor. Er hatte zuvor bereits einen jungen Reporter in Folge 6.01 (Gefahr aus dem 19. Jahrhundert, Teil II) von Raumschiff Enterprise – Das nächste Jahrhundert gespielt. In Star Trek: Raumschiff Voyager spielte er in acht Folgen die Nebenfigur Fähnrich Vorik sowie einen Malon in Folge 5.21 (Verheerende Gewalt).

## Rezeption
Keith DeCandido bewertete Beförderung 2013 auf tor.com als eine der besten Folgen von Raumschiff Enterprise – Das nächste Jahrhundert. Er fand es immer problematisch, dass die Star-Trek-Serien zwar auf Raumschiffen und Raumstationen mit hunderten oder tausenden Besatzungsmitgliedern spielen, aber stets dieselbe kleine Gruppe von Leuten die ganze Arbeit erledigt. Daher fand er es großartig, dass Beförderung mit diesem Schema bricht und das Gefühl einer deutlich größeren Gemeinschaft auf der Enterprise vermittelt. DeCandido fand es sehr interessant umgesetzt, wie unterschiedlich die einzelnen Fähnriche mit den Führungsoffizieren interagieren: Während Sito und Lavelle ein sehr distanziertes Verhältnis zu den Führungsoffizieren der Brücke pflegen, wird Tauriks Eigeninitiative von La Forge bis zu einem gewissen Grad begrüßt und Ogawa hat sogar ein freundschaftliches Verhältnis zu Dr. Crusher. Worf nimmt für DeCandido eine interessante Mittlerposition ein. Auch die Figur des Zivilisten Ben fand DeCandido gelungen. DeCandido lobte die Schauspielleistung sowohl der Gast- als auch der Hauptdarsteller.
Charlie Jane Anders führte Beförderung 2014 auf gizmodo.com in einer Liste der 100 besten bis dahin ausgestrahlten Star-Trek-Folgen auf Platz 37.
Ed Gross listete Beförderung 2016 auf empireonline.com in einer Aufstellung der 50 besten bis dahin ausgestrahlten Star-Trek-Folgen auf Platz 49.
Aaron Couch und Graeme McMillan erstellten 2016 anlässlich des 50-jährigen Jubiläums von Star Trek in Zusammenarbeit mit verschiedenen Beteiligten aus dem Franchise für den Hollywood Reporter eine Liste der 100 besten bis dahin ausgestrahlten Folgen. Beförderung wurde hierbei auf Platz 50 gewählt.
Aaron Couch und Graeme McMillan erstellten 2016 für den Hollywood Reporter eine Liste der 25 besten Folgen von Raumschiff Enterprise – Das nächste Jahrhundert. Beförderung landete dabei auf Platz 16.
Sven Harvey zählte Beförderung 2017 auf der Website Den of Geek als eine der 25 besten Folgen der Serie Raumschiff Enterprise – Das nächste Jahrhundert.
Joseph Walter führte Beförderung 2019 auf screenrant.com in einer Liste der 10 besten Folgen von Raumschiff Enterprise – Das nächste Jahrhundert auf Platz 10.
Mike Bloom zählte Beförderung 2019 auf der Website hollywoodreporter.com als eine der 25 besten Folgen von Raumschiff Enterprise – Das nächste Jahrhundert.
Sean Ferrick erstellte 2020 für die Website whatculture.com eine Liste der 25 besten Star-Trek-Folgen. Beförderung führte er hier auf Platz 19.
Rachel Hulshult erstellte 2024 für screenrant.com eine Liste der 25 besten Folgen von Raumschiff Enterprise – Das nächste Jahrhundert. Beförderung landete dabei auf Platz 13.

## Parodien und Anspielungen
Laut Russell T. Davies war Beförderung eine der Inspirationsquellen für die Folge Liebe und Monster der britischen Science-Fiction-Serie Doctor Who.
Laut der Website TV Tropes wurde Beförderung namensgebend für Serienfolgen, die nicht aus der Sicht der Hauptfiguren, sondern aus der von kleineren Neben- und Gastdarstellern erzählt werden. Typische Beispiele hierfür sind etwa Folge 5.04 (Einfache Leute) von Babylon 5 aus dem Jahr 1998 oder die Folgen 6.08 (Wahre Helden), 7.09 (Avenger 2.0) und 8.15 (Joe) von Stargate – Kommando SG-1 aus den Jahren 2002, 2003 und 2005.